# چاقالو و میبل در نمایشگاه سن دیگو
چاقالو و میبل در نمایشگاه سن دیگو (انگلیسی: Fatty and Mabel at the San Diego Exposition) فیلمی کوتاه به کارگردانی راسکو آرباکل محصول سال ۱۹۱۵ کشور ایالات متحده آمریکا است.

## بازیگران
- راسکو آرباکل در نقش چاقالو
- میبل نورماند در نقش میبل
- مینتا دارفی[۲]
- هری گریبن
- فرانک هیز
- ادگار کندی در نقش پلیس
- جو بوردو
- فونتن لا رو
- تد ادواردز